# El muchacho de los ojos tristes
«El muchacho de los ojos tristes» es una canción interpretada por la cantante hispano-británica Jeanette. Fue publicada como tercer y último sencillo del álbum Corazón de poeta el 5 de junio de 1982 y está incluida en el disco recopilatorio Sigo rebelde (1996). Fue compuesta y producida por Manuel Alejandro. 

## Antecedentes, composición y grabación
Tras lanzar el álbum Todo es nuevo en 1977 y varios sencillos en estilo disco en Alemania, Jeanette propone a su entonces sello discográfico RCA reactivar su carrera como baladista en España con un álbum melódico con canciones de su compositor preferido Manuel Alejandro. Alejandro aceptó en producir el álbum y sus composiciones tardaron cerca de un año y medio según comentarios de Jeanette en el programa Retrato en vivo (1981). Al componer las canciones para Corazón de poeta, Manuel Alejandro comento que «tuvo que ponerse en la piel de una mujer y transformarse» al escribir canciones que expresen sentimientos femeninos. La dirección de orquesta la realizó Alejandro en los Estudios Sonoland en Madrid.

## Recepción crítica y comercial
Desde su lanzamiento «El muchacho de los ojos tristes» se ha convertido en una de las canciones más representativas en la carrera musical de Jeanette. Julián Molero de lafonoteca describe que Alejandro compuso «baladas sensitivas» que ayudan a conectar a Jeanette con un público maduro y lo califica como una «reminiscencia de chanson francesa» en su instrumentación y melodía. Molero concluye que tanto esta canción (como «Toda la noche oliendo a ti») son «dos de los mejores temas» que habitan en Corazón de poeta.
El periódico español 20 minutos en su versión digital convocó a sus lectores escoger las mejores canciones de Jeanette y «El muchacho de los ojos tristes» quedó sexto entre todas las canciones en votación. El mismo portal convocó a escoger las mejores canciones de Manuel Alejandro y quedó en el puesto cuarenta.

### Interpretaciones en vivo
Jeanette se presentó en varios programas de televisión interpretando esta canción en una gira promocional del disco Corazón de poeta. En España se presentó en el programa 300 millones. En Chile estuvo en Sábados gigantes, conocido programa conducido por Don Francisco. En 2009 Jeanette fue homenajeada en la cuarta edición de los Premios de la Música y la Creación Independiente Pop-Eye 2009 que se celebró en el Gran Teatro de Cáceres en España y canto esta canción acompañada de un acompañamiento orquestal. En 2016, en conmemoración a sus 45 de años de vida artística la cantante cantó el tema en un concierto sinfónico en el Gran Teatro Nacional de Lima.

## Versiones
En 2000 la banda chilena Javiera y Los Imposibles realizó una versión de esta canción para el disco A color. En 2015 la discográfica independiente Plastilina Records produjo el disco digital Contemplaciones: Homenaje Iberoamericano a Jeanette el cual le rinde tributo a la música de Jeanette y el dúo español Niza hace la versión de este tema. En 2016 el reality de imitación peruano Yo soy presentó a Vivianne Fiorella como imitadora de Jeanette y en una de las galas cantó la canción.
En 2025 la canción forma parte del álbum I Said I Love You First de Selena Gomez con Benny Blanco. Esta versión llamada «Ojos Tristes» es realizada en español e inglés, integró el top 5 de Hot Latin Songs.

### Impacto cultural
Con los años «El muchacho de los ojos tristes» se ha convertido en un «clásico» y ha ganado un «estatus cultural» en la música pop en español. Molero (lafonoteca) calificó a Corazón de poeta (álbum donde se incluye esta canción) como «su disco más famoso cuyos temas treinta años después aún siguen sonando en el hilo musical de las grandes superficies y en algunas emisoras especializadas en retromúsicas que sirvan de fondo a cualquier actividad laboral».

## Lista de canciones
| Vinlo, 7", Sencillo |                                   |                  |          |  |
| N.º                 | Título                            | Escritor(es)     | Duración |  |
| 1.                  | «El muchacho de los ojos tristes» | Manuel Alejandro | 3:32     |  |
| 2.                  | «Toda la noche oliendo a ti»      | Manuel Alejandro | 3:43     |  |

## Créditos
- Jeanette: voz y coros
- Manuel Alejandro: composición, dirección de orquesta y productor
- J. A. Álvarez Alija: ingeniero de sonido
- Maurizio Gaudenzi: ayudante de ingeniero de sonido
- David Beigbeder: dirección de orquesta
- Compañía discográfica: RCA

Fuentes: notas del disco Corazón de poeta.